# ユーハン・ティレン
ユーハン・ティレン（Johan Tirén、1853年10月12日 - 1911年8月24日）はスウェーデンの画家である。サーミ人の生活を題材にした絵画で知られる。

## 略歴
イェムトランド地方、ヴェステルノールランド県のSjälevadに生まれた。弟に画家となったカール（Karl Tirén:1869-1955)がいる。父親は聖職者で7歳の時、家族と、同じ県内のOvikenに移った。ストックホルムの実業学校を卒業した後、1877年から1880年まで、スウェーデン王立美術院で学んだ。1880年に美術院の展覧会で賞を得るなどティレンの作品は注目された。
1881年の冬はスウェーデン北部のノールランドで製作し、ラップランドを題材にした作品を制作し、これらの作品で美術院の留学奨学金を得た。オランダ、ベルギー、パリやオーバーバイエルンを旅し、1883年の春にはローマに滞在し、パリから夏はデンマークに滞在した。秋はパリに戻り、ジャン＝レオン・ジェロームのもとで学ぶが、パリの風物は絵の題材としてティレンには興味が持てなかった。スウェーデンに戻り、少年時代から暮らしたOvikenに住み、ノールランドの山の風景やサーミ人の生活を描いた。
サーミ人の権利の擁護のためにも尽力した。
1884年、新聞記者の娘で画家、イラストレーターのゲルダ・ティレン（Gerda Tirén、旧姓Rydberg）とパリで結婚した。

## 作品

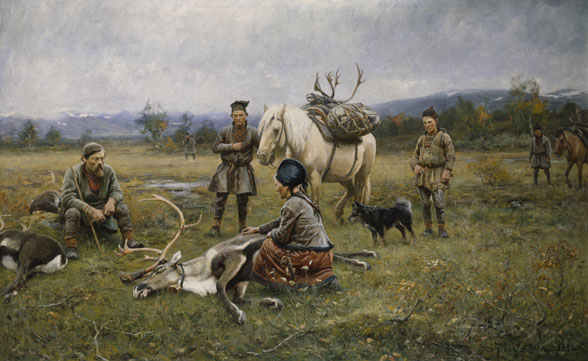
Lappar tillvaratager skjutna renar
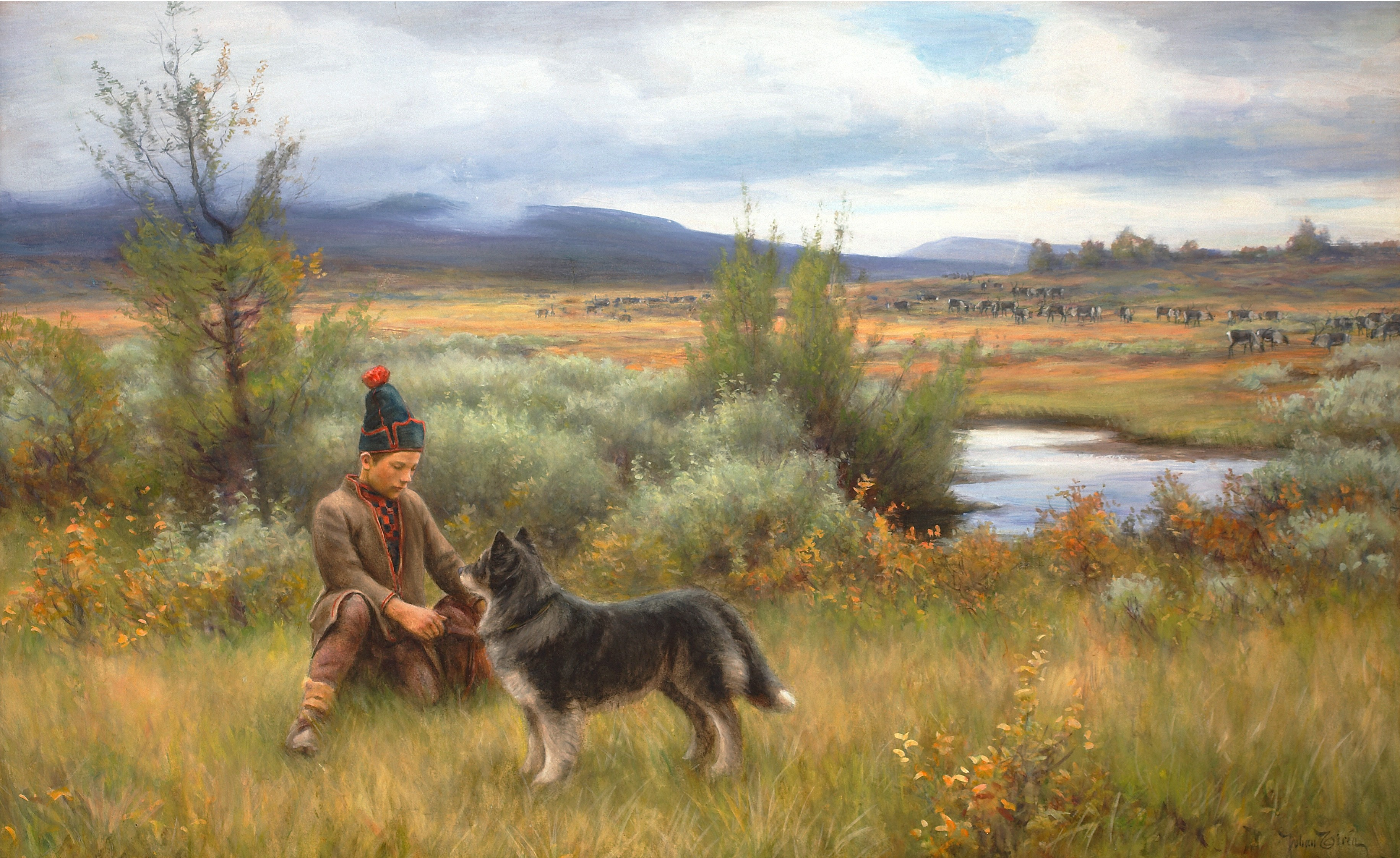
「サーミの少年と犬」
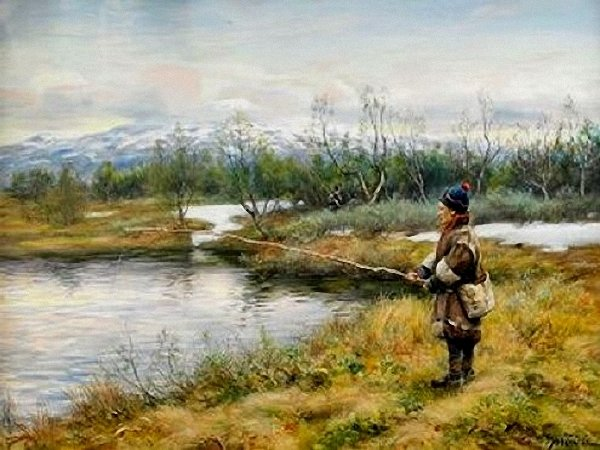
「釣りをする少年」, 1898

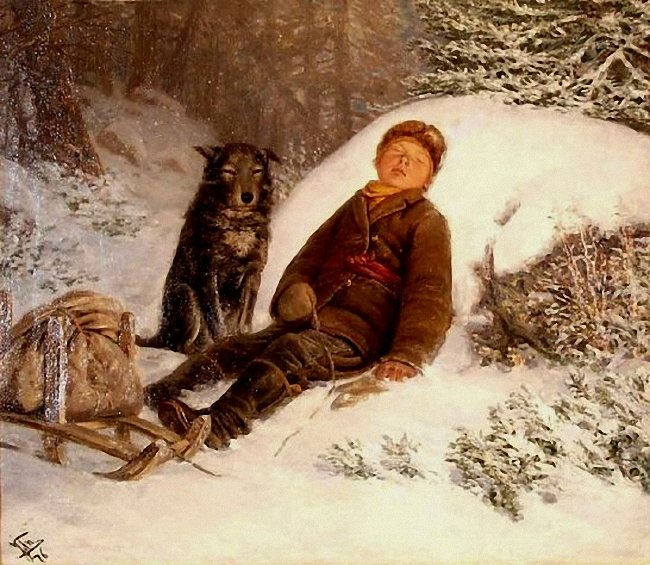
「少年と狼」, 1891
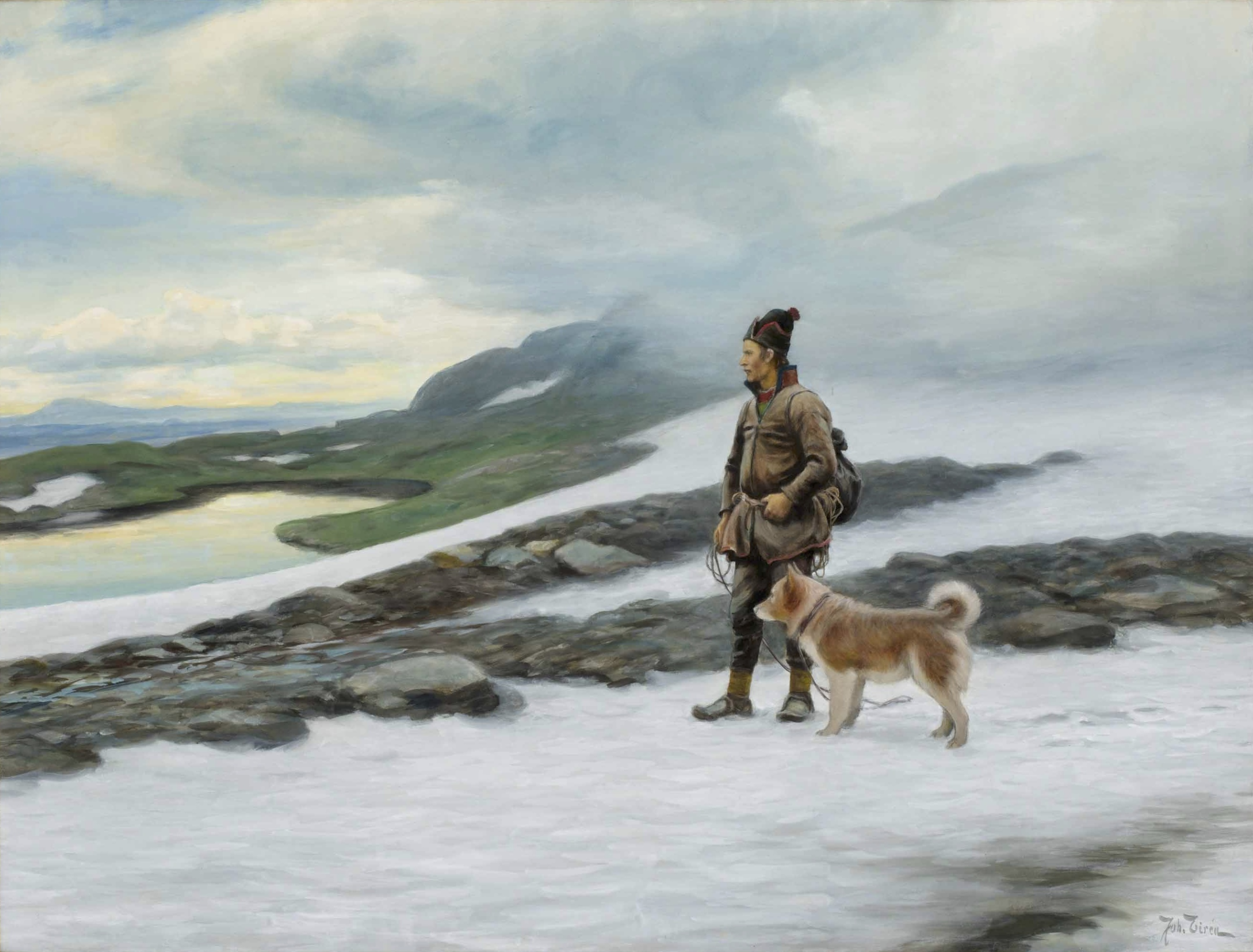
「サーミと犬」
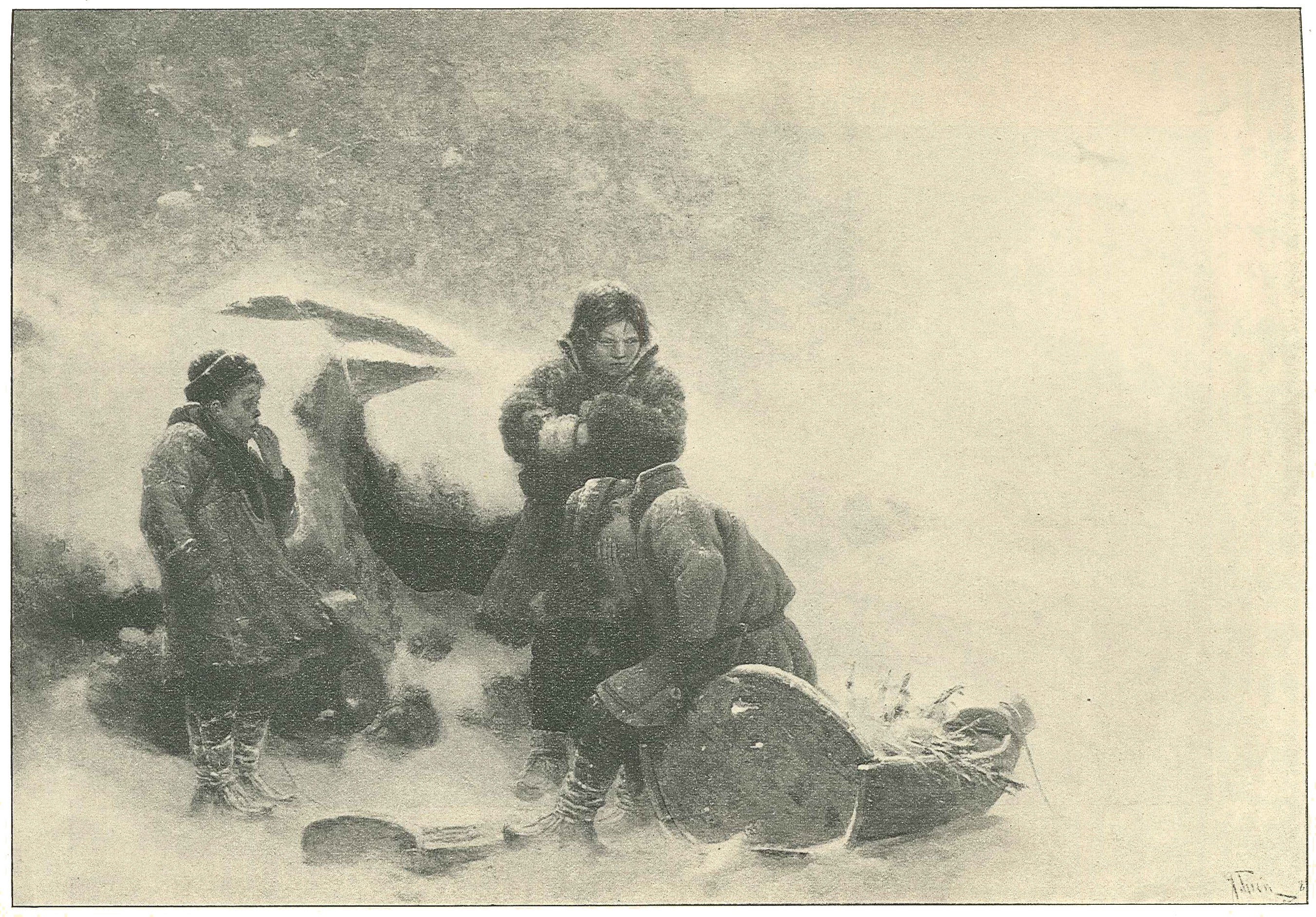
「出発」
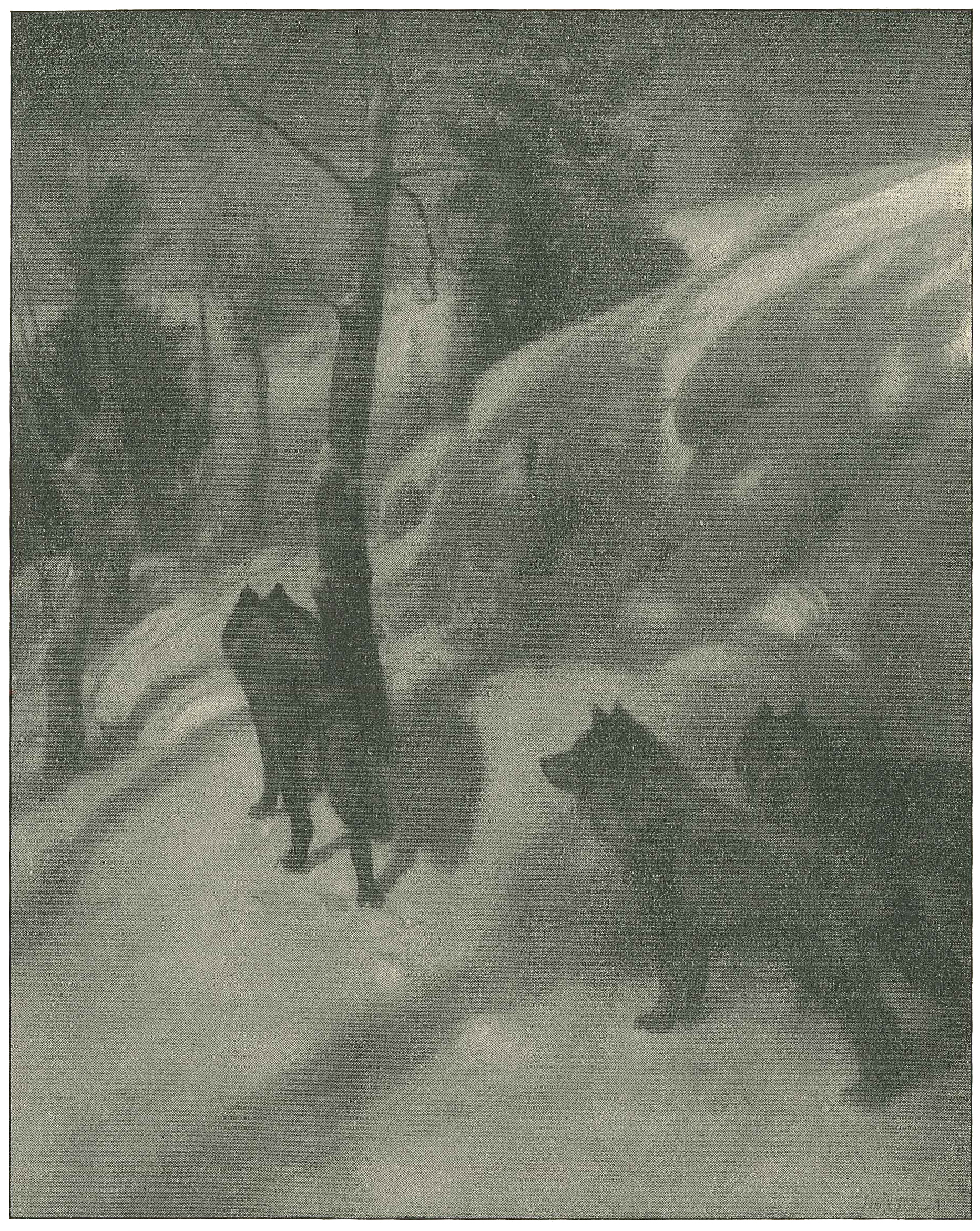
「狼」